# احمد محمدنژاد جوان
احمد محمدنژاد جوان (زاده ۳۰ آبان ۱۳۸۲) کشتی‌گیر آزادکار ایرانی اهل مشهد است.

## فعالیت حرفه‌ای ورزشی

### قهرمانی کشتی آسیا ۲۰۲۵
در وزن ۶۱ کیلوگرم احمد محمدنژاد جوان پس از استراحت در دور نخست، در دور دوم با نتیجه ۹ بر ۱ تومنبیلگین توشینتولگا دارنده مدال برنز جهان از مغولستان را مغلوب کرد و به مرحله نیمه نهایی راه یافت. وی در این مرحله با با نتیجه ۲ بر ۲ مغلوب تاکارا سودا از ژاپن شد و به دیدار رده بندی رفت. جوان در این دیدار با نتیجه ۶ بر ۱ ری کوم-چول از کره شمالی را از پیش رو برداشت و به مدال برنز دست یافت.